# Migros Türk
Migros Ticaret — турецька компанія, власник торговельних мереж у Туреччині та Казахстані. Заснована 1954 року, штаб-квартира розташована в Стамбулі.

## Історія
Компанія була заснована 1954 року як спільне підприємство швейцарської компанії Migros і муніципальної влади Стамбула. Як і в Швейцарії, спочатку компанія торгувала з вантажівок. У 1975 році турецьку філію Migros викупила турецька група Koç Holding. У 1991 році акції Migros Türk були розміщені на Стамбульській фондовій біржі.
Наприкінці 1990-х років компанія почала розширювати діяльність в інші країни під брендом Ramstore: було відкрито торгові центри в Азербайджані, Росії, Казахстані, Північній Македонії та Болгарії. У 2007 році торгові центри в Болгарії було закрито, а російську мережу продано Enka Holdings.
У 2008 році Migros Türk була викуплена британською інвестиційною групою BC Partners, до цього часу мережа Migros Türk налічувала 961 торгову точку в Туреччині, Азербайджані, Казахстані, Киргизстані та Македонії. У 2011 році було продано мережу в Азербайджані. У 2015 році BC Partners продала свою частку в Migros турецькій групі Anadolu Endustri Holding.
У 2021 році було продано філію в Північній Македонії Ramstore Macedonia DOO.

## Власники та керівництво
Основним акціонером є група AG Anadolu Grubu Holding (49 % акцій), контрольована турецькими бізнесменами Камілом Язиджи (Kamil Yazıcı) й Іззетом Озілханом (İzzet Özilhan). Групі також належить виробник пива Anadolu Efes й одна з бутилюючих компаній системи Coca-Cola Coca-Cola İçecek.

## Діяльність
Станом на 2022 рік мережа Migros налічувала 2882 роздрібні магазини та 26 оптових баз. Оборот за 2022 рік склав 74,5 млрд турецьких лір ($4,09 млрд); у 2021 році — 36,91 млрд лір ($2,76 млрд). Зарубіжна діяльність представлена дочірньою компанією «Рамстор Казахстан», на неї припало 126 млн турецьких лір обороту.

## Дочірні компанії
Основні дочірні компанії:
- Ramstore Kazakhstan LLC (Казахстан, управління торговельними центрами, 100 %)
- Mimeda Medya Platform A.Ş. (Туреччина, масмедіа, 100 %)
- Moneypay Ödeme ve Elektronik Para Hizmetleri A.Ş. (Туреччина, електронні платежі, 80 %)
- Paket Lojistik ve Teknoloji A.Ş. (Туреччина, логістика, 75 %)
- Dijital Platform Gıda Hizmetleri A.Ş. (Туреччина, онлайн-супермаркет, 93 %)
- Migen Enerji ve Elektrikli Şarj Hizmetleri A.Ş. (Туреччина, зарядка електромобілів, 100 %)